# Societat la Concòrdia (Darnius)
Societat la Concòrdia és un edifici del municipi de Darnius (Alt Empordà) inclòs en l'Inventari del Patrimoni Arquitectònic de Catalunya.

## Descripció
Edifici d'una sola nau a doble alçada, de planta rectangular i notables dimensions. La tipologia arquitectònica adoptada aquí per Azemar també la trobem en edificis similars construïts per ell, com són les societats de Maçanet de Cabrenys i, sobretot, la d'Agullana. Com és propi de l'arquitecte empordanès, l'arquitectura de la Concòrdia està caracteritzada per una estructura molt elemental, circumstància que no intenta dissimular en la vessant decorativa; per contra, aquesta és el resultat d'una sòbria i calculada utilització de diferents materials. Així, el maó vist li serveix per subratllar portes i finestres gràcies a la seva aplicació en els brancals i llindes; per altra banda notem l'ús moderat de la ceràmica. Cal considerar aquesta arquitectura dins el moviment modernista, encara que resulta prou evident en tota la construcció la insinuació de trets noucentistes (sobrietat, rebuig de la línia corba, calculada utilització dels materials, etc.

## Història
Un fenomen social ben palès a moltes poblacions de l'Alt Empordà a partir de la segona meitat del segle xix és la creació de societats de beneficència. Amb el temps també esdevingueren centres de reunió local i promotores de múltiples lúdiques i culturals. La disposició d'un local on desenvolupar totes aquestes activitats conduí a la construcció d'uns edificis peculiars, dels quals Azemar es va convertir en un dels principals artífex.
En concret sabem que la Concòrdia de Darnius fou fundada l'any 1850, i que a inicis d'aquest segle s'iniciaren les obres del local que avui contemplem.

## Fets rellevants
Els interiors de la Societat la Concòrdia apareixen a la pel·lícula Suro (2022), de Mikel Gurrea, i, el 25 de març de 2023, l'audiovisual es va projectar en el mateix edifici en un acte obert i gratuït.